# Visado para el futuro
Visado para el futuro fue un programa de televisión, emitido por Televisión española entre 1963 y 1965 y realizado en los Estudios Miramar de Barcelona.

## Formato
Dirigido y presentado por Luis Miravitlles el programa pretendía acercar a los espectadores a mundo de la ciencia y la divulgación científica. A través, en ocasiones, de dramatizaciones y uso de efectos especiales para captar la atención de los más jóvenes. Según la promoción del programa cuanto un hombre de hoy medianamente culto, necesita saber.